# Bruno Marie-Rose
Bruno Marie-Rose (Burdeos, Francia, 20 de mayo de 1965) es un atleta francés, especializado en la prueba de 4 x 100 m en la que llegó a ser subcampeón mundial en 1991.

## Carrera deportiva
En el Mundial de Tokio 1991 ganó la medalla de plata en los relevos 4 x 100 metros, con un tiempo de 37.87 segundos, llegando a la meta tras Estados Unidos —que con 37.50 segundos batieron el récord del mundo— y por delante de Reino Unido, siendo sus compañeros de equipo: Daniel Sangouma, Jean-Charles Trouabal y Max Moriniére.Fue también plusmarquista del mundo en sala de 200 m en 20.36 segundos y campion de Europa.Campion de Europa de 4 × 100 metros batiendo en record del mundo en 37.79 segundos en los campeonato de Europa en 1990 a Split y medalla de bronce de los juegos Olímpicos de Seúl en 1988.